# Franco Maria Ricci
Pour les articles homonymes, voir FMR et Ricci.
Franco Maria Ricci (né à Parme le 2 décembre 1937  et mort à Fontanellato le 10 septembre 2020) est un éditeur, graphiste, bibliophile et collectionneur italien.
Fondateur de la revue FMR et des éditions Franco Maria Ricci, il a publié Umberto Eco, Guido Crepax mais aussi un fac-similé de l'Encyclopédie de Diderot et D'Alembert. C'est pour cet éditeur que Jorge Luis Borges a accepté de diriger une collection de littérature : la « Bibliothèque de Babel ».

## Biographie

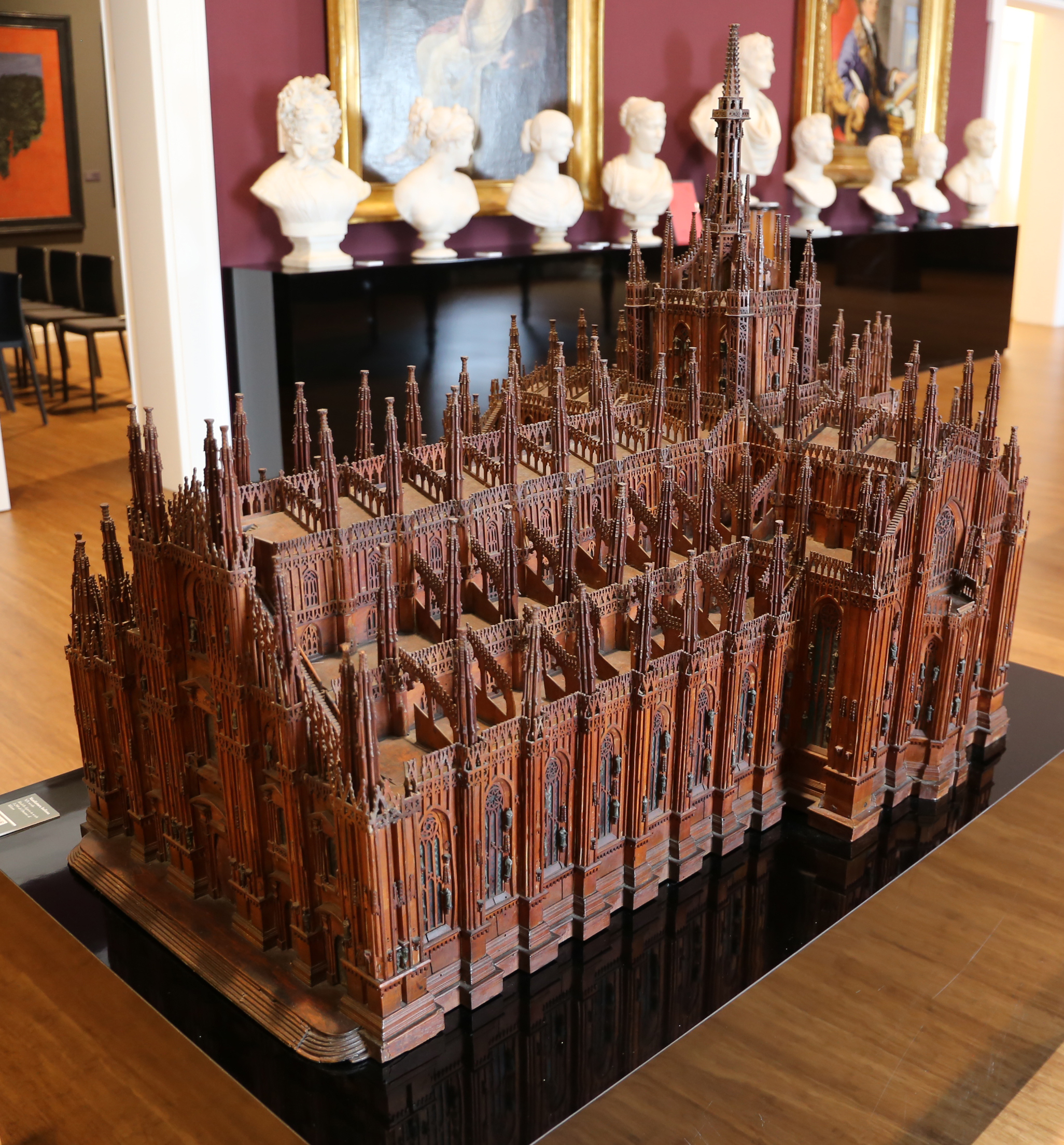
Modèle miniature italien de la cathédrale de Milan (19e siècle), collection Franco Maria Ricci.

Franco Maria Ricci est né à Parme le 2 décembre 1937 dans une famille aristocratique d'origine génoise. Après avoir étudié la géologie et travaillé pour la recherche pétrolière en Turquie, il inaugure en 1963 son premier atelier graphique, où il produit des affiches, des calendriers et des catalogues.
Spécialiste de l'œuvre du typographe Giambattista Bodoni, qui fut le directeur de la Stamperia ducale di Parma (« Imprimerie du duché de Parme »), il en rééditera le Manuale tipografico, publié pour la première fois en 1818.
Tous les ouvrages des éditions Franco Maria Ricci (FMR) se présentent sous cartonnage noir, estampé d'or et illustré ; les cahiers intérieurs sont imprimés sur un papier filigrané de couleur bleu pâle, l'ensemble est numéroté. Le siège social de la maison est à Milan. L'un des plus remarquables, fut le Codex Seraphinianus (1981) né de l'imaginaire de Luigi Serafini.
En 1981, il est nommé chevalier de l'ordre des Arts et des Lettres de la République française. En 1982, il lance la revue trimestrielle FMR, qui comptera jusqu'à 40 000 abonnés du monde entier, dans les années 1990.
En 1999, il cède sa revue bimestrielle à son ami Tonino Perna, un industriel de la mode (groupe Ittierre), mais Ricci en reste le directeur. En 2002, la revue fusionne avec le groupe ARTÉ, fondé à Florence dix ans plus tôt, et dirigé par Marilena Ferrari qui établit son siège à Bologne en 2004. Le revue FMR rompt en 2003 avec l'éditeur, le remplace par Flaminio Gualdoni, et ne fait plus appel à de grandes signatures. Elle cesse de paraître en 2009.
Depuis 2005, Franco Maria Ricci se consacre à un projet différé depuis plusieurs années : la construction d'un vaste labyrinthe dans les environs de Parme. En 2015, le Labirinto della Masone est ouvert au public : il se déploie sur huit hectares dans la Bassa Parmense avec un parcours de trois kilomètres qui serpente à travers 200 000 bambous. Dans le musée voisin se trouvent 450 œuvres d'art collectées par l'éditeur en plus de cinquante ans.
Après avoir achevé cette œuvre monumentale, il rachète, en 2015, la maison d'édition qui portait son nom et tente de la relancer.
Affaibli par une longue maladie, Franco Maria Ricci est mort d'une crise cardiaque à Fontanellato le 10 septembre 2020. En décembre de la même année, ses héritiers rachètent la marque FMR. La revue est à nouveau publiée, à un rythme trimestriel, à partir de 2022.

## Publications
Les publications de Franco Maria Ricci, qu'il s'agisse de ses livres, de ses revues, de ses catalogues ou de ses agendas, se caractérisent par leur extrême raffinement esthétique, avec une prédominance de la couleur noire en guise de fond, et par le symbole de la ville natale de l'éditeur : la violette de Parme, stylisée avec seulement trois pétales. Toutes ces publications restent fidèles à la police d'écriture Bodoni et veulent être en elles-mêmes des œuvres d'art. Les livres sont reliés en soie noire et imprimés sur papier Fabriano. Certaines des collections sont à tirage limité.

### Les livres

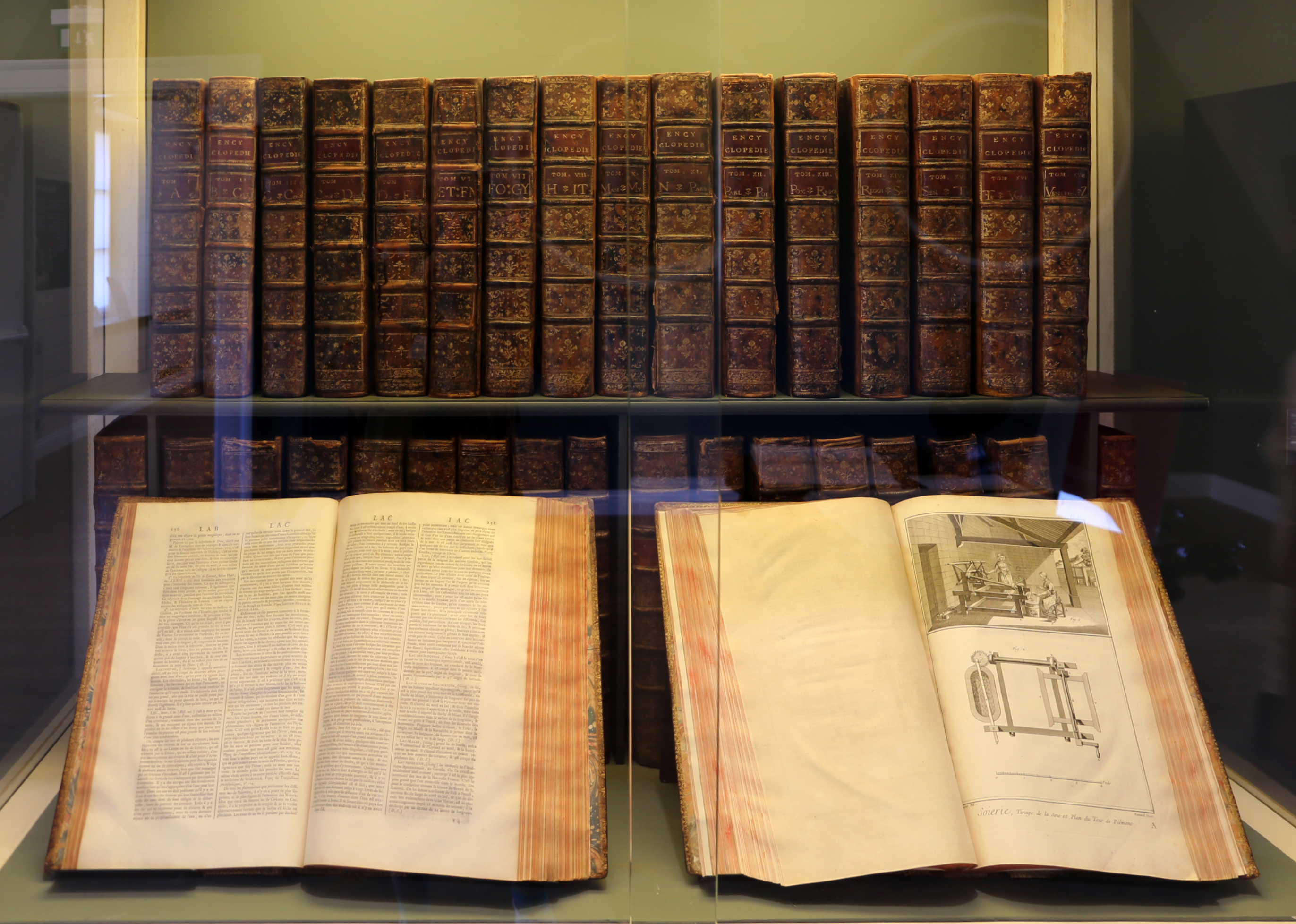
Fac-similé de lEncyclopédie, collection Franco Maria Ricci.

En 1967, la maison Ricci réédite l'Oratio Dominica, autographée par le pape Paul VI.
De 1972 à 1980, Ricci publie en 18 volumes une réédition intégrale de l'Encyclopédie de Diderot et D'Alembert, en fac-similé, puis, de 1973 à 1982, les 12 volumes d'une série consacrée aux graphistes contemporains.
Parmi les différentes collections du fonds Ricci, on citera « Les Signes de l'homme », sans doute la plus connue, qui met en regard une œuvre ou un thème artistique et le texte d'un ou de plusieurs écrivains. Elle comprend notamment le Beato di Liébana d'Umberto Eco, Le château des destins croisés d’Italo Calvino, le Fini Mundi de Jorge Luis Borges, le Erté et le Arcimboldo de Roland Barthes, le Alberto Martini de Julio Cortazar et Roberto Tassi, la Lettre à Delacroix de Tahar ben Jelloun, les Turchi d'Alberto Arbasino, le Alexandre Serebriakoff et le Boldini de Patrick Mauriès, le Ex-Voto de Giorgio Manganelli, le Alberto Savinio de Giuliano Briganti et Leonardo Sciascia...

### Une collection confiée à son ami Borges

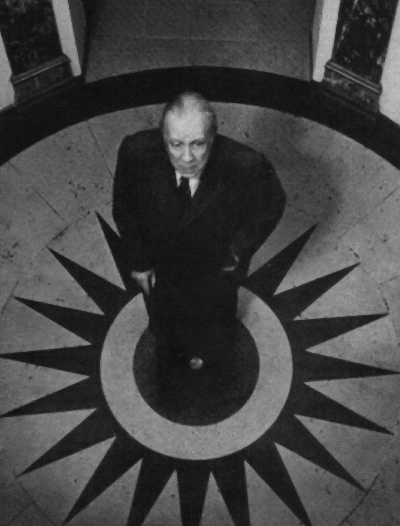
Jorge Luis Borges en 1969, photo prise dans le hall de L'Hôtel, Paris 6e.

En 1977, Jorge Luis Borges créa chez Franco Maria Ricci la collection « Bibliothèque de Babel », éditée en italien, en français et en anglais, aujourd'hui riche de trente titres. Ce fut la seule collection littéraire dirigée par Borges. La Bibliothèque de Babel a republié des œuvres rares, voire introuvables, d'auteurs souvent cités par l'écrivain argentin dans ses propres livres : Jacques Cazotte, G. K. Chesterton, Henry James, Jack London, Gustav Meyrinck, Giovanni Papini...

### Les revues
En 1984, les éditions Ricci lancent la revue KOS, consacrée à la science, et en 1988 la revue Grand Tour, consacrée à l'Europe culturelle et artistique. Toutes deux paraissent en langue italienne. De Grand Tour sortira par la suite une collection de livres.
L'éditeur publie également Le Quirinal, la revue d'art et d'histoire de la présidence de la République italienne.
La plus célèbre de ses créations demeure cependant la revue d'art FMR, dont le titre correspond aux initiales de Franco Maria Ricci tout en formant un jeu de mots, en français, avec l'adjectif éphémère. La revue est fondée en 1982 pour son édition italienne, d'abord sous forme de mensuel. C'est dans le numéro 7, d'octobre 1982, que FMR édite l'un des tout derniers textes de Mario Praz,  Le Cere dello Zumbo (« Les cires de Zumbo »).
Puis FMR paraîtra également en anglais, en espagnol et en français. Le premier numéro de l'édition française date du mois d'avril 1986. La revue propose aujourd'hui six livraisons par an dans chacune des quatre langues. Les amateurs la qualifient de « plus belle revue du monde », surnom qui lui fut donné par Jacqueline Kennedy pendant que Federico Fellini y voyait la « perle noire de l'édition italienne ». Elle se signale notamment par la richesse de l'iconographie, la technique du détourage des illustrations et l'emploi du fond noir.

## Galerie - Collection Franco Maria Ricci.

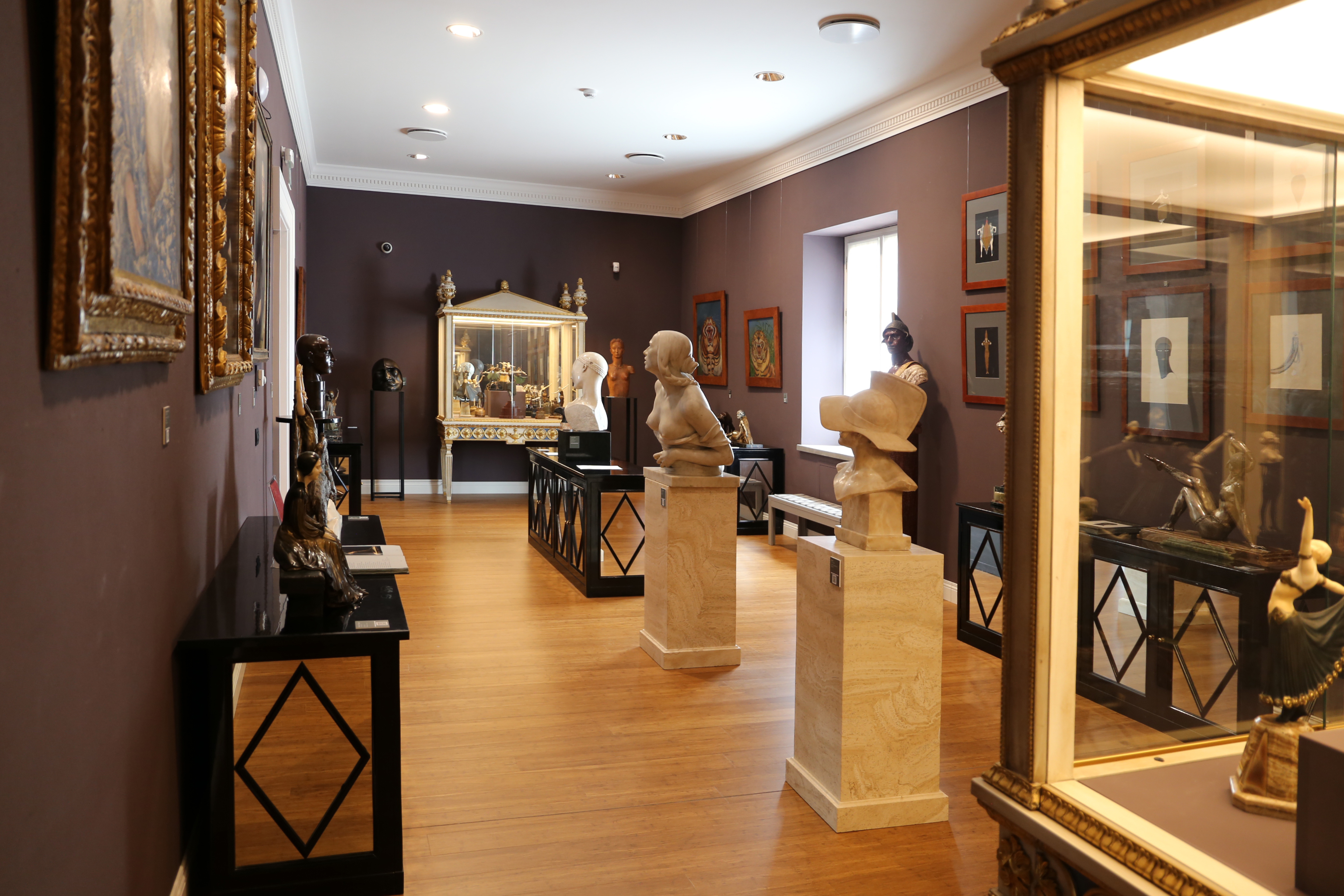
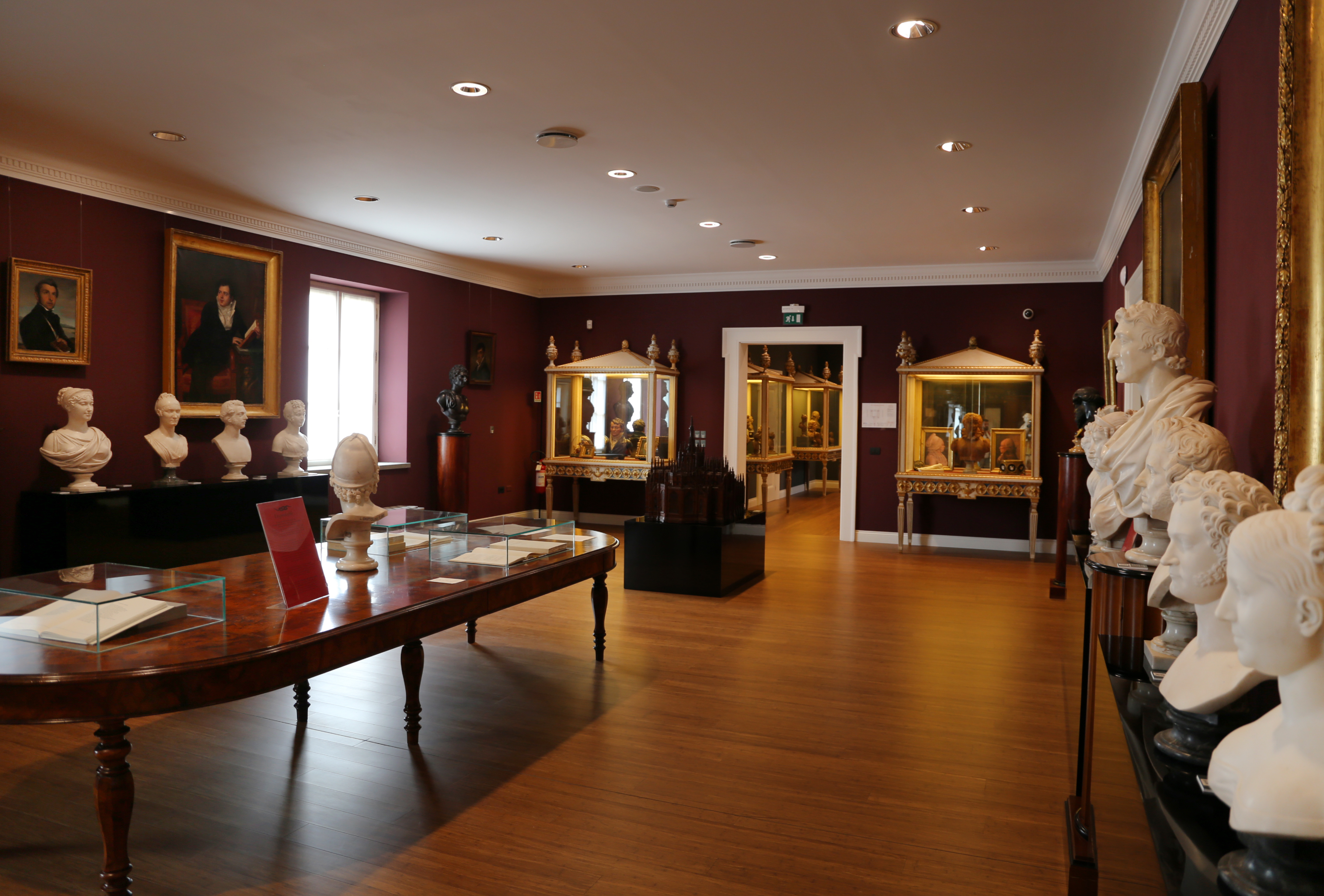
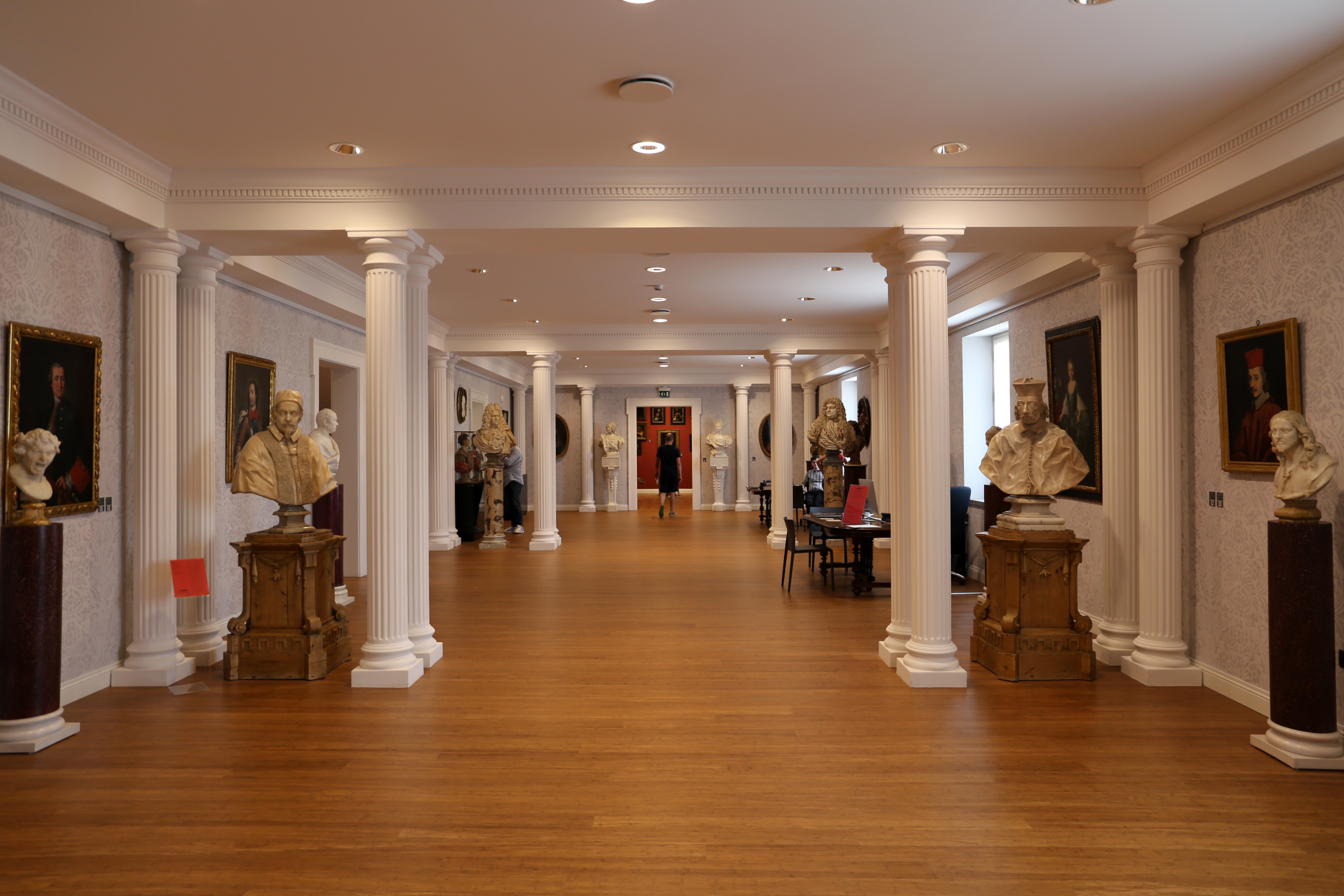
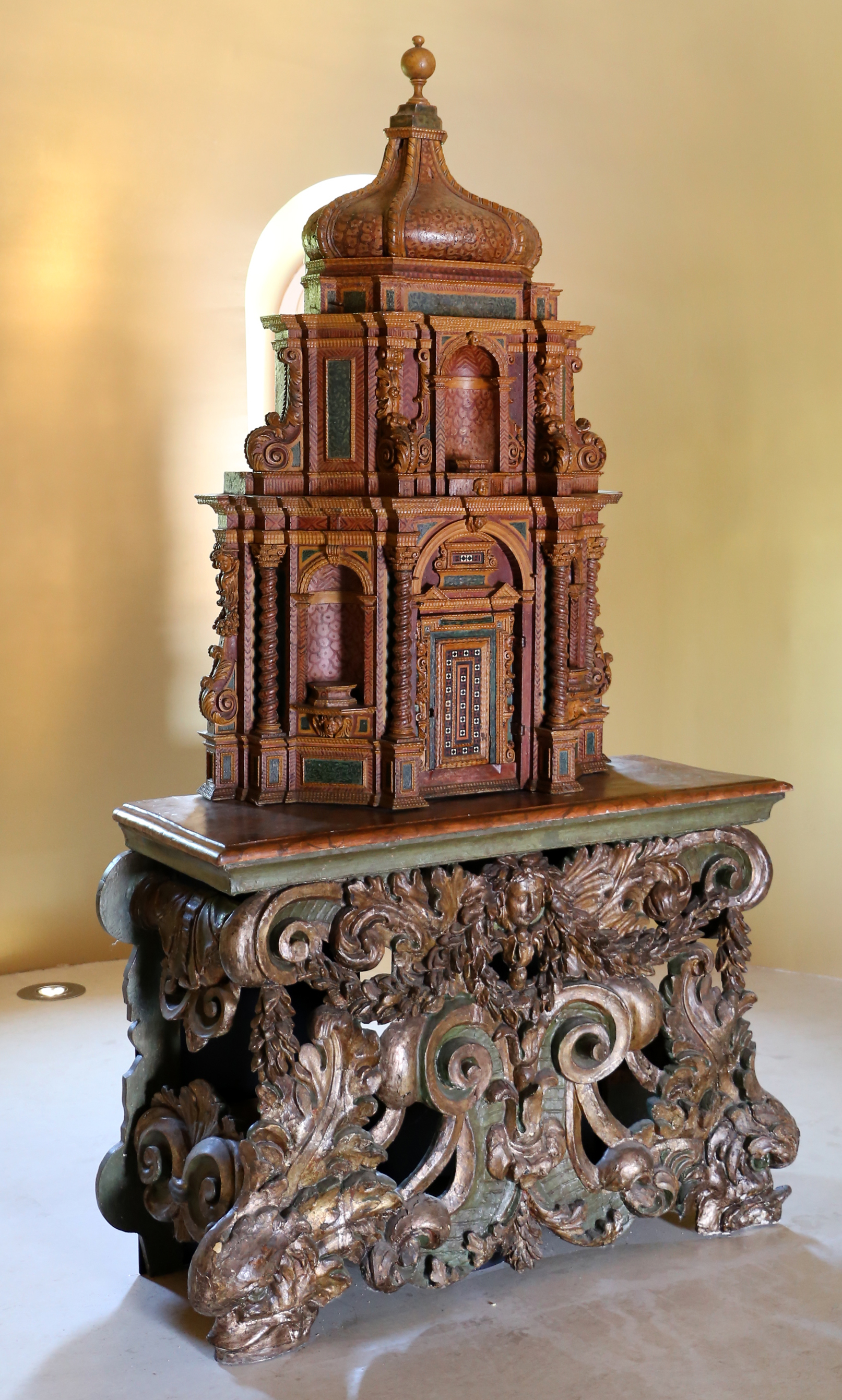
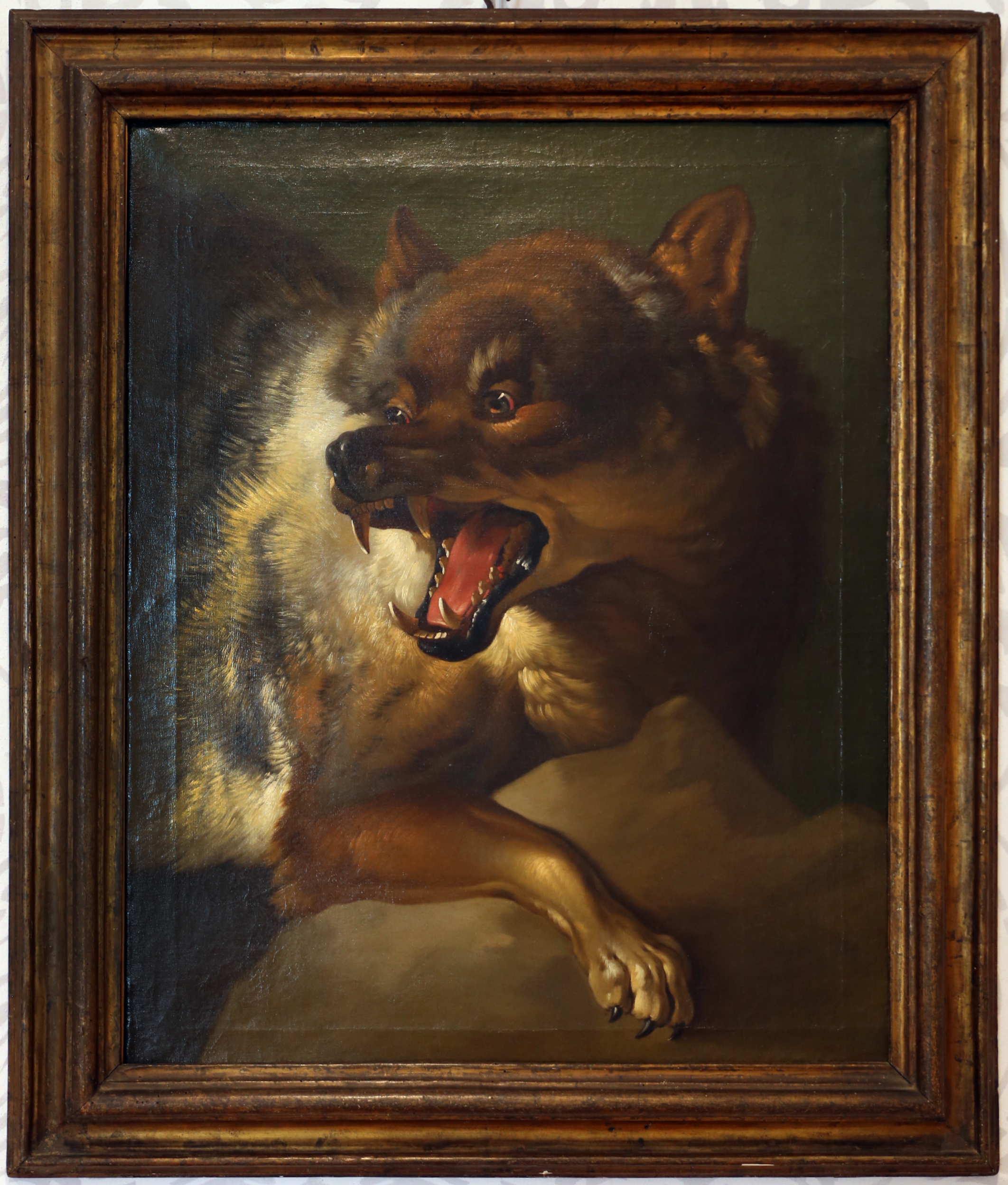
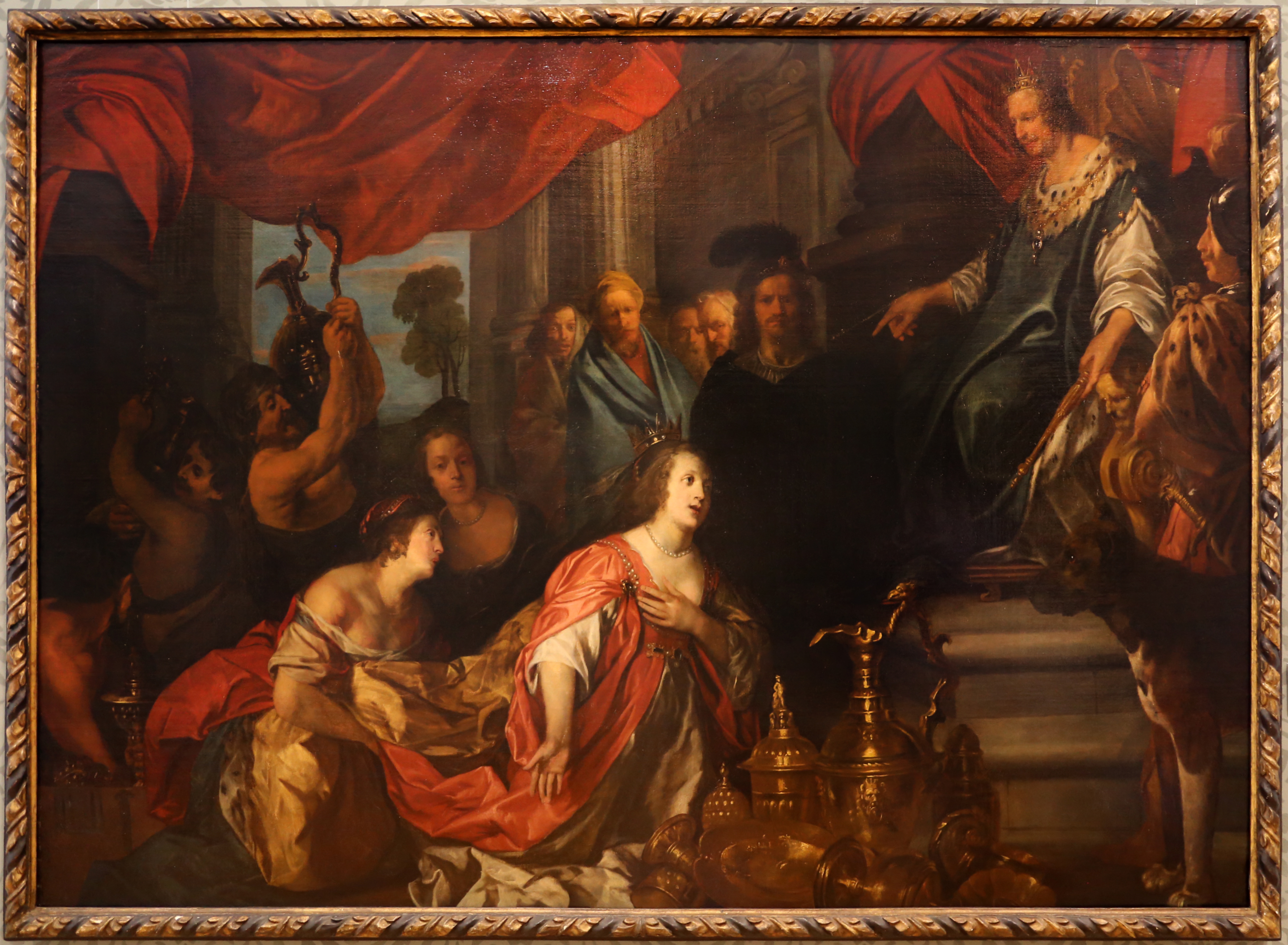
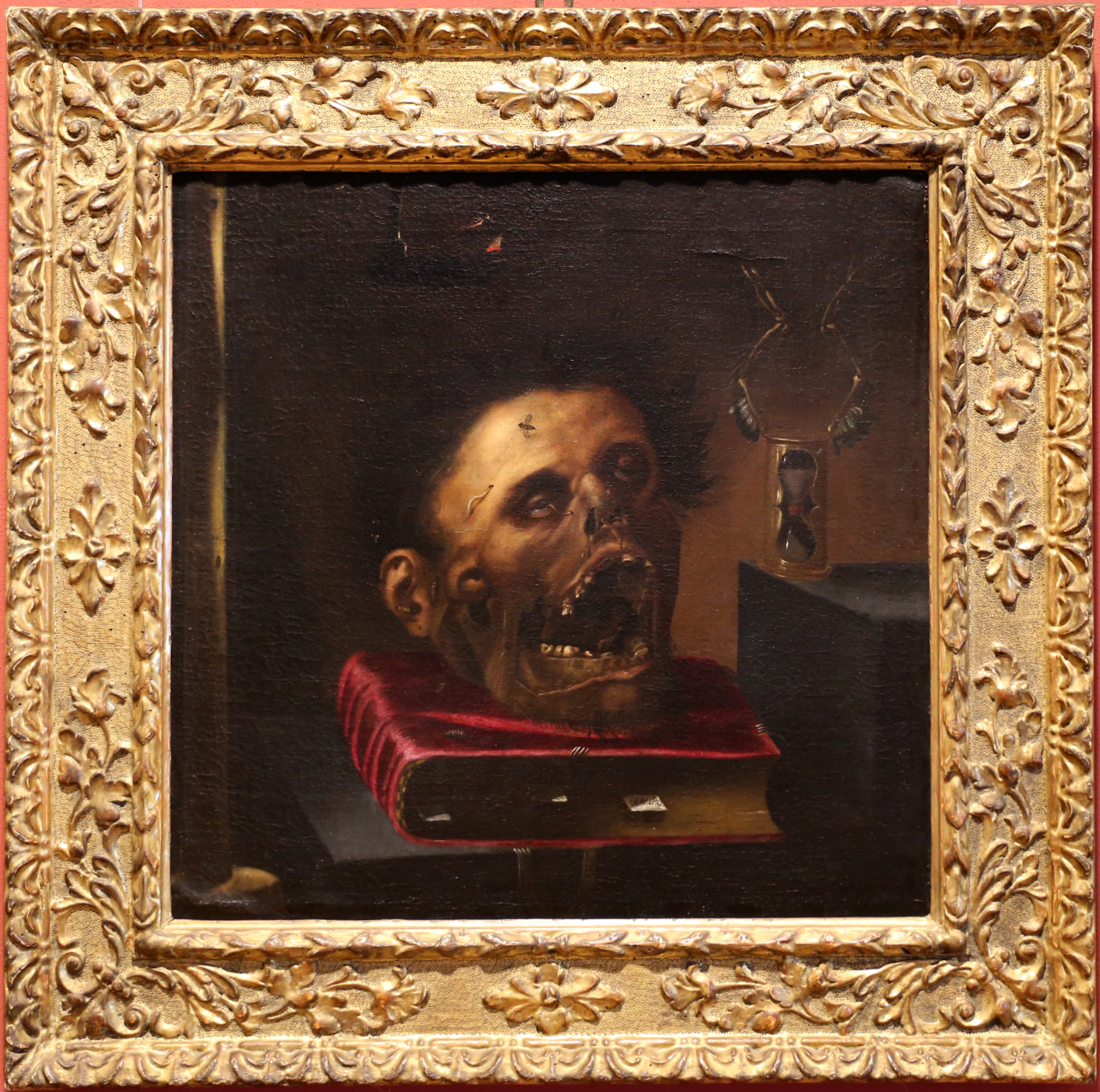
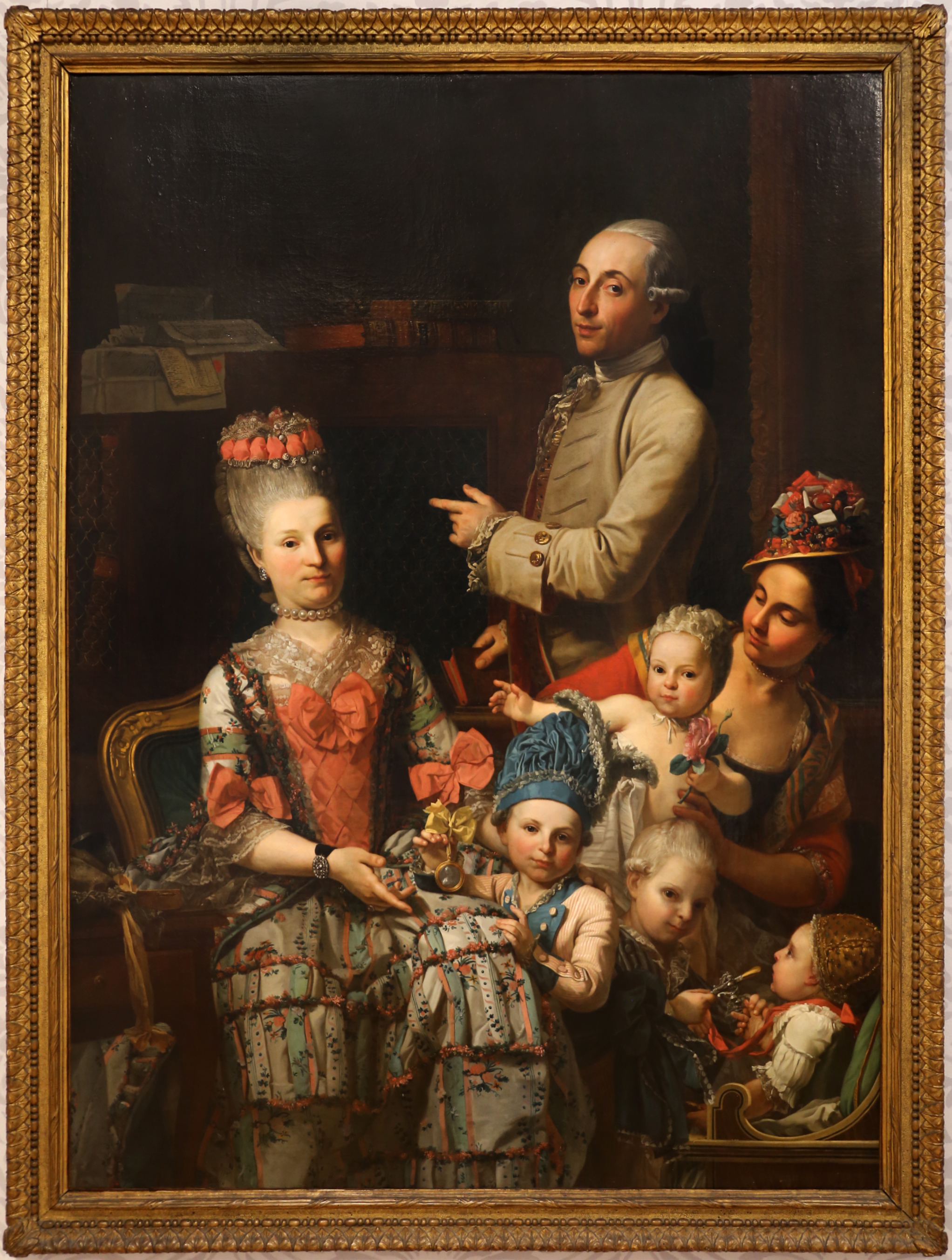
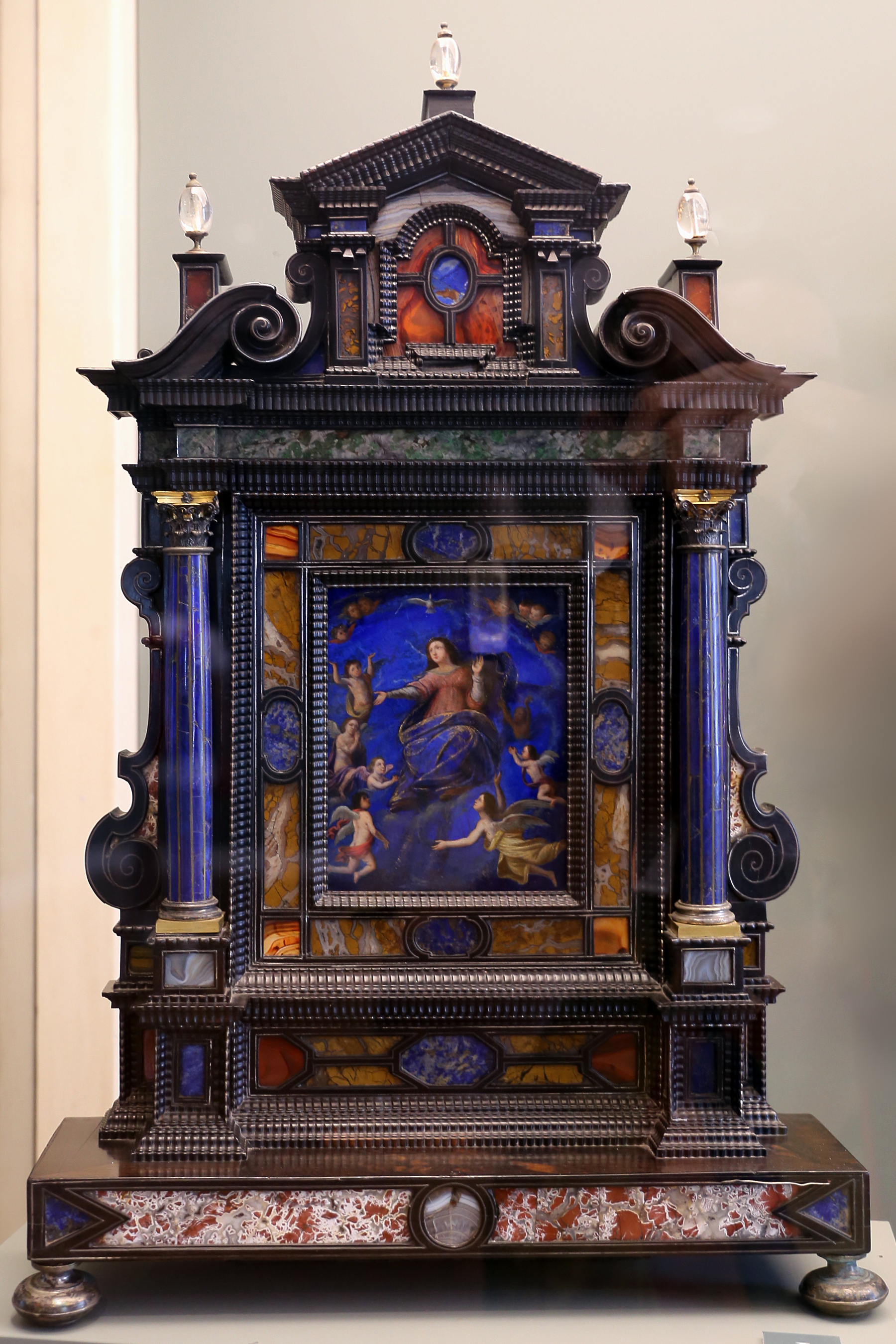
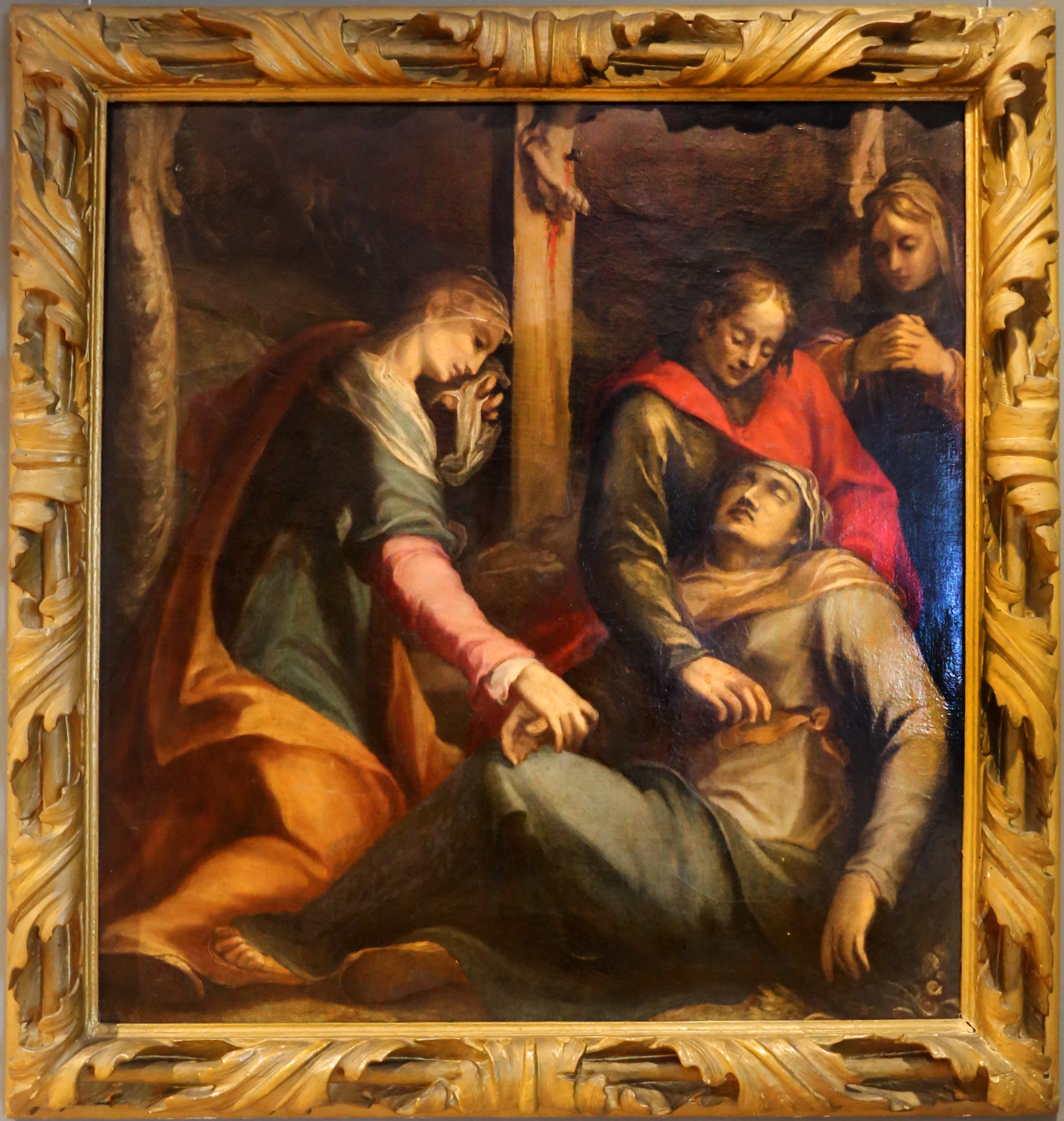